# Ludmiła Żiwkowa

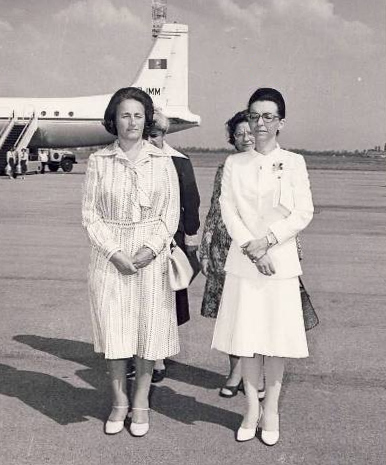
Elena Ceaușescu (po lewej) z Ludmiłą Żiwkową w 1977.

Ludmiła Todorowa Żiwkowa, bułg. Людмила Живкова (ur. 26 lipca 1942 w Gowedarci, zm. 21 lipca 1981 w Sofii) – bułgarska historyczka i polityczka, córka Todora Żiwkowa i Mary Malejewej.

## Życiorys
W 1965 ukończyła studia historyczne na Uniwersytecie Sofijskim, pięć lat później historię sztuki na Uniwersytecie Moskiewskim, a wreszcie specjalizację na Uniwersytecie Oksfordzkim. W 1971 stanęła na czele Komitetu d.s. współpracy kulturalnej z zagranicą, a rok później Komitetu Kultury i Sztuki. W latach 1975–1981 w randze ministra kierowała całością polityki kulturalnej państwa.
W 1976 została członkiem Komitetu Centralnego Bułgarskiej Partii Komunistycznej, a w 1979 członkiem Biura Politycznego BPK. Była także deputowaną do Zgromadzenia Narodowego VII i VIII kadencji (1976–1981).
Zasługą Żiwkowej była popularyzacja kultury bułgarskiej w innych krajach europejskich, ale także pozaeuropejskich (Indie). W Sofii powstał Narodowy Pałac Kultury, a w innych krajach utworzono sieć ośrodków, propagujących kulturę bułgarską. Sukcesem Bułgarii była wystawa, prezentująca skarby kultury trackiej, która odwiedziła 25 krajów. Drugim wydarzeniem kulturalnym była wystawa „1300 lat Bułgarii”, którą prezentowano pod patronatem UNESCO. W samej Bułgarii zintensyfikowano badania archeologiczne, utworzono sieć bibliotek i muzeów w mniejszych ośrodkach miejskich.
Drugie oblicze Żiwkowej, ujawnione już po jej śmierci kształtowały jej fascynacje medycyną niekonwencjonalną, zainteresowania ezoteryką i kontakty z Wangą. Przedwczesna śmierć w jej sofijskim mieszkaniu zrodziła szereg wątpliwości – podejrzewano samobójstwo, a także otrucie. Radio podało tego samego dnia wieczorem, że przyczyną śmierci był udar mózgu. Przedwczesna śmierć mogła być także efektem obrażeń, odniesionych w wypadku samochodowym w 1973.
W życiu prywatnym była dwukrotnie zamężna (Lubomir Stojczew, Iwan Sławkow), miała dwójkę dzieci (Ewgenija i Todor).

## Publikacje
- 1971: Stosunki angielsko-tureckie 1933–1939
- 1977: Kultura socjalistyczna a współczesne zjawiska społeczne
- 1980: Четвероевангелието на цар Иван Александър
- 1980: За усъвършенствуване на човека и обществото
- 1982: С априлско вдъхновение в борбата за мир и социализъм, за единство, творчество и красота
- 1985: Интелектуалните възможности и творческите сили на личността